# Kaple svatého Antonína (Okřešice)
Kaple svatého Antonína v Okřešicích je římskokatolická kaple zasvěcená sv. Antonínu Paduánskému.

## Historie
Původně stál na návsi dřevěný kříž z roku 1863, ke kterému byla vystavěna a roku 1882 vysvěcena zděná kaplička se zvonicí. Ta však obci kapacitně nevyhovovala, a proto se díky iniciativě rodiny Marešových, za přispění ostatních obyvatel obce roku 1910 zbourala stará kapička a započalo se stavbou nové větší kaple. Díky spolupráci všech občanů se již dne 6. listopadu 1910 kaple slavnostně otevřela a vysvětila

## Vybavení
V kněžišti se nachází hlavní oltář se svatostánkem a se sochou sv. Antonína. Mimo něj interiér zdobí malovaná křížová cesta a kazatelna, obě z roku 1913. Kromě zvonu z původní kapličky byl do věže po jejím dokončení zavěšen jeden nový zvon, Maria. Roku 1969 do věže přibyl třetí zvon. Mezi další vybavení zde patří obraz Panny Marie nebo dřevěné lavice.